# Heterallactis lophoptera
Heterallactis lophoptera là một loài bướm đêm thuộc phân họ Arctiinae, họ Erebidae.